# فرنسيس روجرز
فرنسيس روجرز (7 أبريل 1897 ببرستل في المملكة المتحدة - 28 يوليو 1967 في المملكة المتحدة) (بالإنجليزية: Francis Rogers)‏ هو لاعب كريكت بريطاني وبريطاني (وحمل سابقاً جنسية المملكة المتحدة لبريطانيا العظمى وأيرلندا). لعب مع نادي مقاطعة غلوستر للكريكت ‏ وTamil Nadu cricket team ‏ وBritish Army cricket team ‏ وCombined Services cricket team ‏ وEuropeans cricket team ‏ ونادي مارليبون للكريكت ‏.